# 松音寺 (豊橋市)
松音寺（しょうおんじ）は、愛知県豊橋市にある曹洞宗の寺院。

## 由緒
当寺は曹洞宗の寺院で、康永から貞和年間（1342-50年）の創立と伝えられ、のち明暦年間（1655-58年）に遠州白須賀の蔵法寺香外養薫和尚が再興して開山となり、その末寺となった。
江戸時代には、黒印地二石を受け、その格式はかなり高いものであった。
また、大通行の際の休泊所や、万一の場合の避難所に指定されていた。
幕末に、豊橋の東田全久院から当寺に隠居した田牛和尚は、寺子屋を開いて周辺子弟の教育にあたる一方、旧田原藩の渡辺小華に画を学んだ南画家でもあった。
当寺の本尊は延命地蔵尊であり、その伽藍は明治15年（1882年）5月7日の火災以降に再建されたものである。
秋になると多くのつわぶきが咲き乱れ、通称「つわぶき寺」と言われている。

## 交通アクセス
JR東海東海道本線二川駅